# Камберланд (Висконсин)
Камберланд (енгл. Cumberland) град је у америчкој савезној држави Висконсин.

## Демографија
По попису из 2010. године број становника је 2.170, што је 110 (-4,8%) становника мање него 2000. године.
| Група             | 2000.         | 2010.         |
| Белци             | 2.210 (96,9%) | 2.047 (94,3%) |
| Афроамериканци    | 2 (0,1%)      | 10 (0,5%)     |
| Азијати           | 9 (0,4%)      | 1 (0,0%)      |
| Хиспаноамериканци | 17 (0,7%)     | 54 (2,5%)     |
| Укупно            | 2.280         | 2.170         |